# Kenwa Mabuni
Kenwa Mabuni (Shuri, 14 novembre 1889 – Tokyo, 23 maggio 1952) è stato un karateka e maestro di karate giapponese.

## Riconoscimenti
1. Kenwa Mabuni era pari livello con Funakoshi Gichin (fondatore dello stile Shotokan).
2. Funakoshi Gichin imparò i kata da Kenwa Mabuni: Per espandere la sua conoscenza inviò il figlio Gigō per studiare i kata nel dōjō di Mabuni a Osaka.[1]
3. Kenwa Mabuni, Motobu Chōki ed altri Okinawensi insegnarono attivamente il karate in Giappone prima che Gichin Funakoshi importasse "ufficialmente" il karate da Okinawa nelle isole principali del Giappone.
4. Shitō-ryū (糸東流) è una scuola di karate fondata da Kenwa Mabuni nel 1931.[2] Nel 1939 lo stile fu ufficialmente registrato alla Sede Centrale del Butoku Kai.[3]

## Biografia
Nato nel 1889 a Shuri (ora sobborgo di Naha) ad Okinawa, Mabuni Sensei era un discendente della famosa famiglia Samurai Onigusukini. Forse a causa della sua costituzione debole, all'età di 13 anni, iniziò l'addestramento nell'arte dello Shuri-te (首里手) nella sua piccola città, sotto la tutela del leggendario Ankō Yasutsune Itosu (糸州安恒) (1813 -1915). Si addestrò assiduamente per molti anni, imparando parecchi kata da questo grande maestro. Fu Itosu che per primo sviluppò i kata Pinan deducendoli probabilmente dalla forma 'Kusanku'.
Uno dei suoi migliori amici, il Sensei Chōjun Miyagi (宮城長順) (fondatore del Gōjū-ryū), presentò Mabuni ad un altro grande maestro di quel periodo: Sensei Higaonna Kanryō (東恩納寛量), con il quale imparò il Naha-te (那覇手). Sia Itosu che Higaonna gli insegnarono lo stile 'duro-morbido' del "Te" di Okinawa, ma i loro metodi erano piuttosto differenti: il programma di studi di Itosu includeva tecniche forti e lineari, come esemplificato nei kata Naifanchi e Bassai, invece il programma di Higaonna dava maggiore rilevanza alle tecniche circolari e ad altri metodi di combattimento, come nelle famose forme Seipai e Kururunfa. Dal quel momento in poi lo Shitō-ryū si concentrò sulle tecniche "dure e morbide".
Mabuni pubblicò diversi libri sull'argomento e continuò a sistematizzare il suo metodo di allenamento. Nei suoi primi anni sviluppò dei kata formali, ovvero Aoyagi e Meijō, per esempio, i quali furono designati specificatamente per l'autodifesa delle donne. Forse più di ogni altro maestro del secolo scorso, Mabuni si dedicava alle tradizioni e alla storia del Karate-do con un contemporaneo sguardo al futuro, abbastanza per rendersi conto che si sarebbe potuto diffondere in tutto il mondo. Al giorno d'oggi lo Shitō-ryū riconosce le influenze di Itosu e di Higaonna: l'insieme dei kata dello Shito-ryū è infatti ancora spesso elencato in modo tale da mostrare entrambi i linguaggi.
Morì nel 1952. Gli successero i figli Kenei e Kenzo.